# Quercus carmenensis
Quercus carmenensis är en bokväxtart som beskrevs av Cornelius Herman Müller. Quercus carmenensis ingår i släktet ekar, och familjen bokväxter. Inga underarter finns listade.